# Silnice II/605

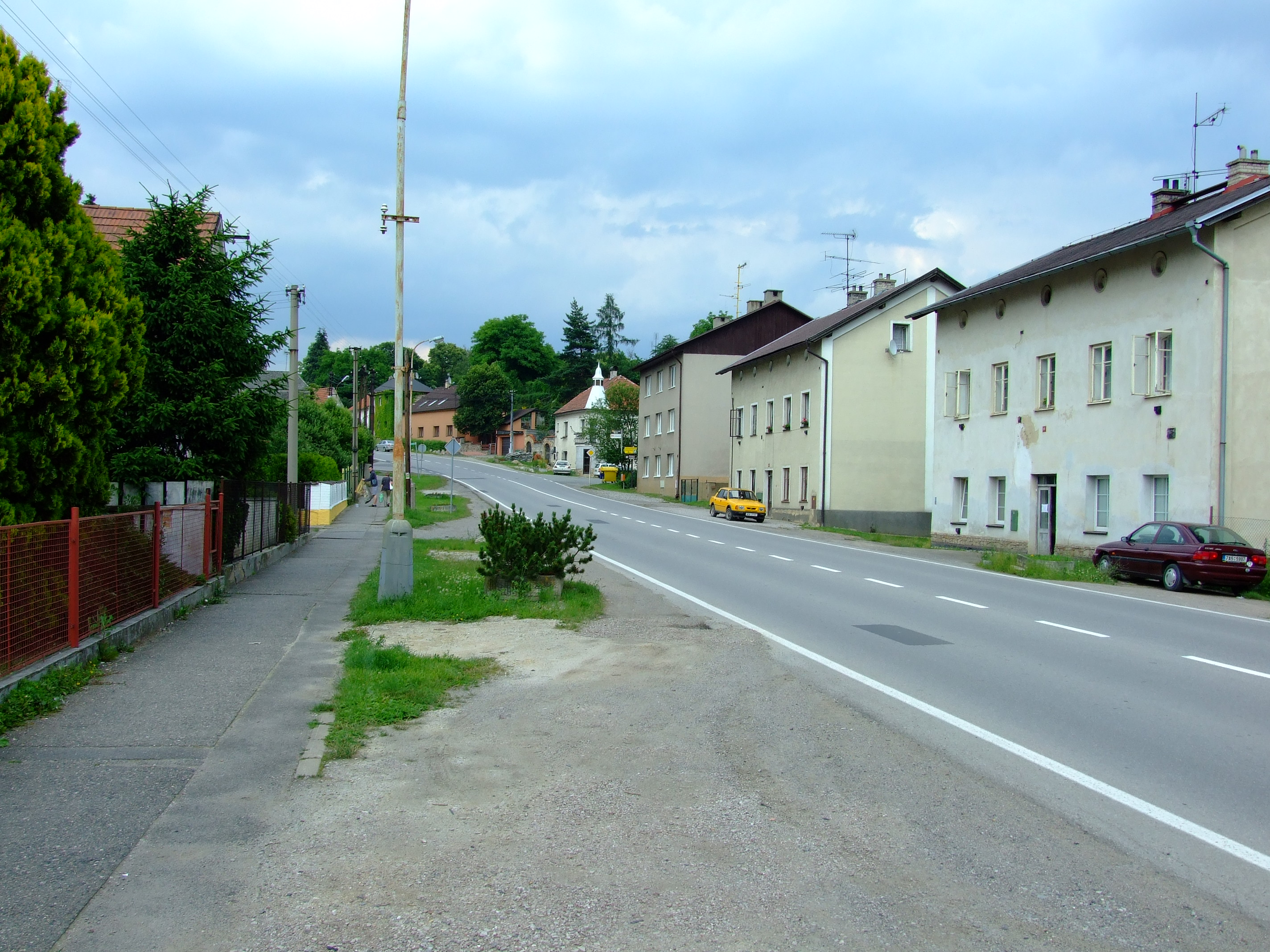
Loděnice, Pražská

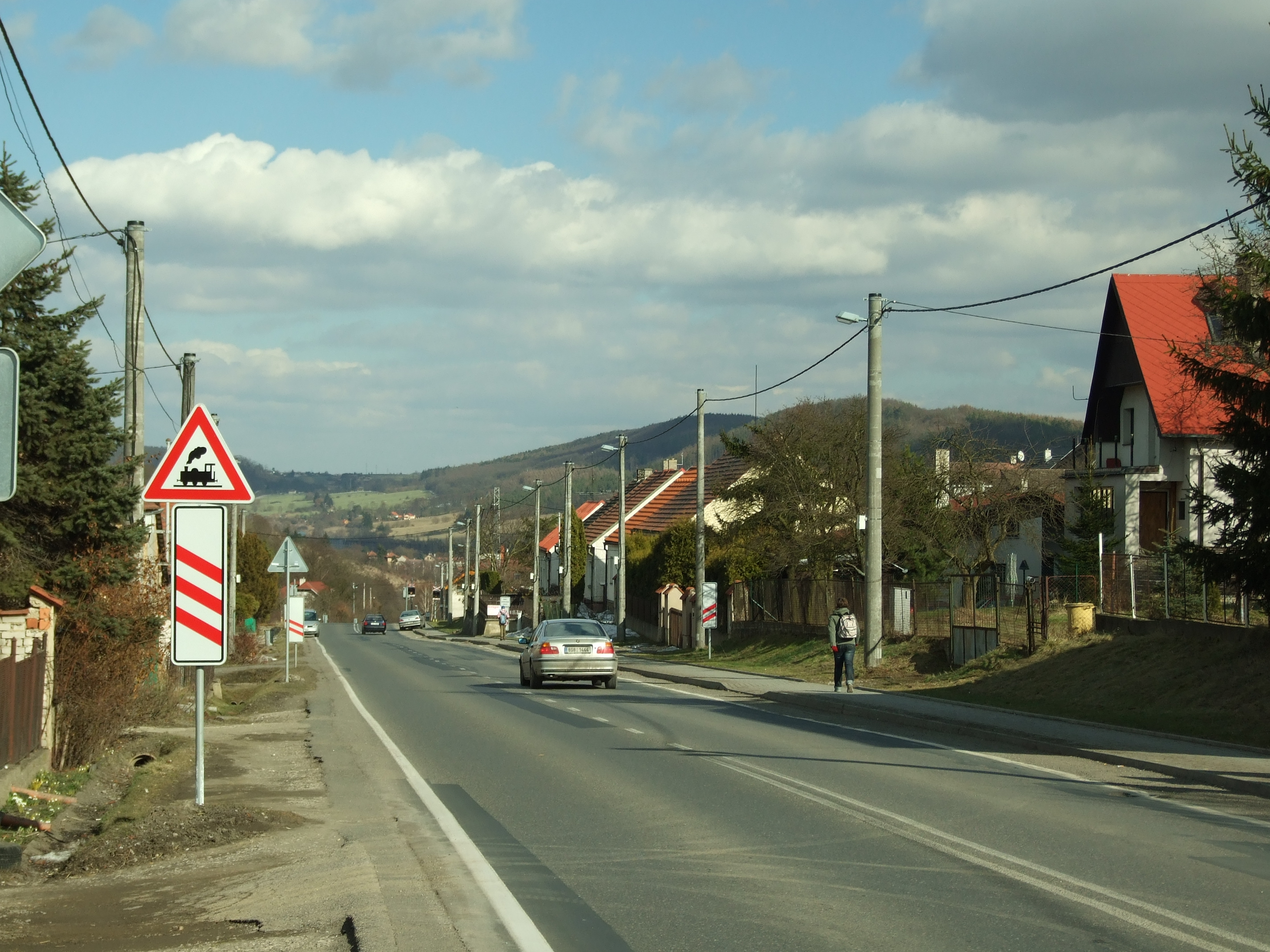
Vráž

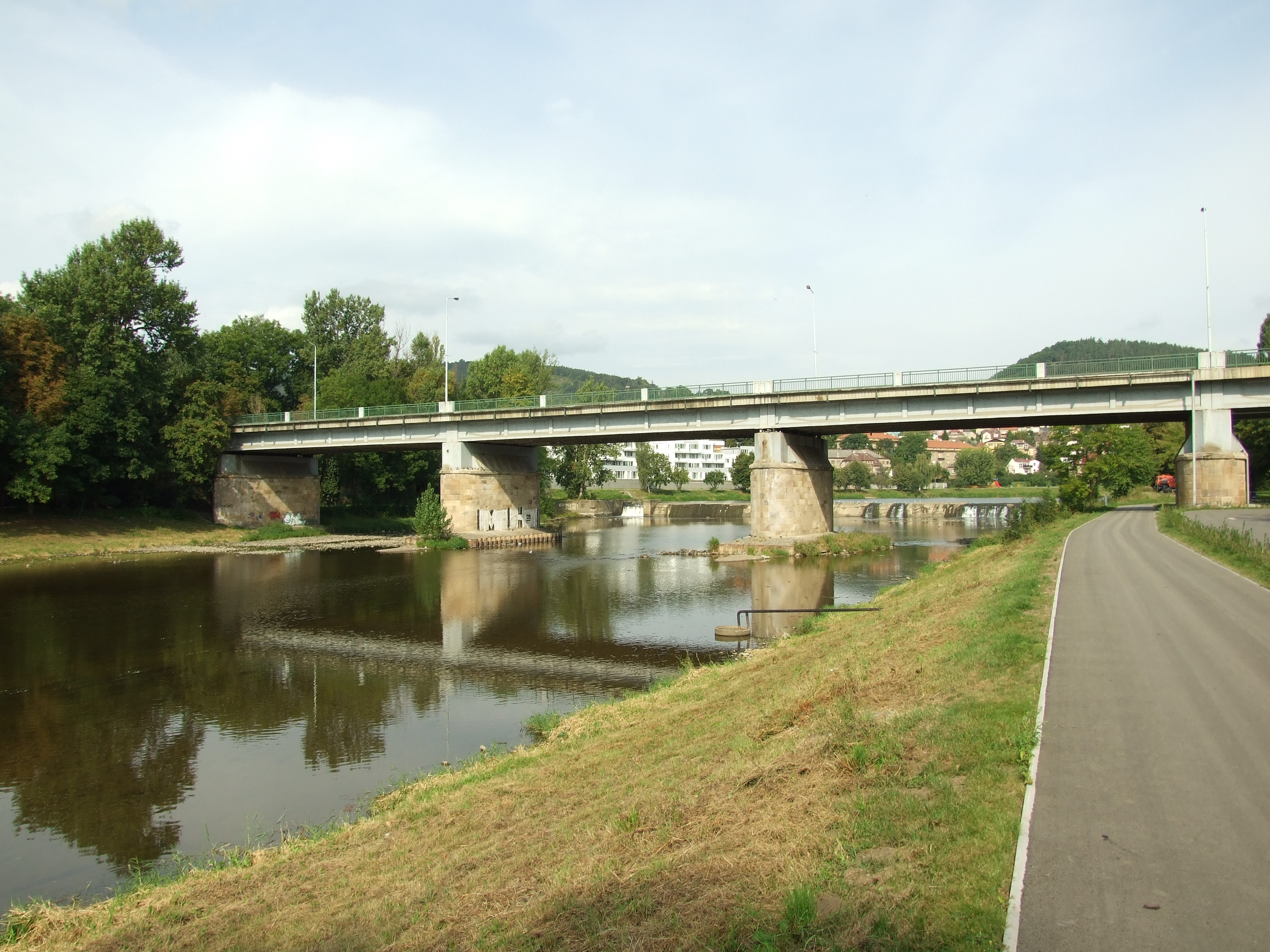
Beroun, most přes Berounku

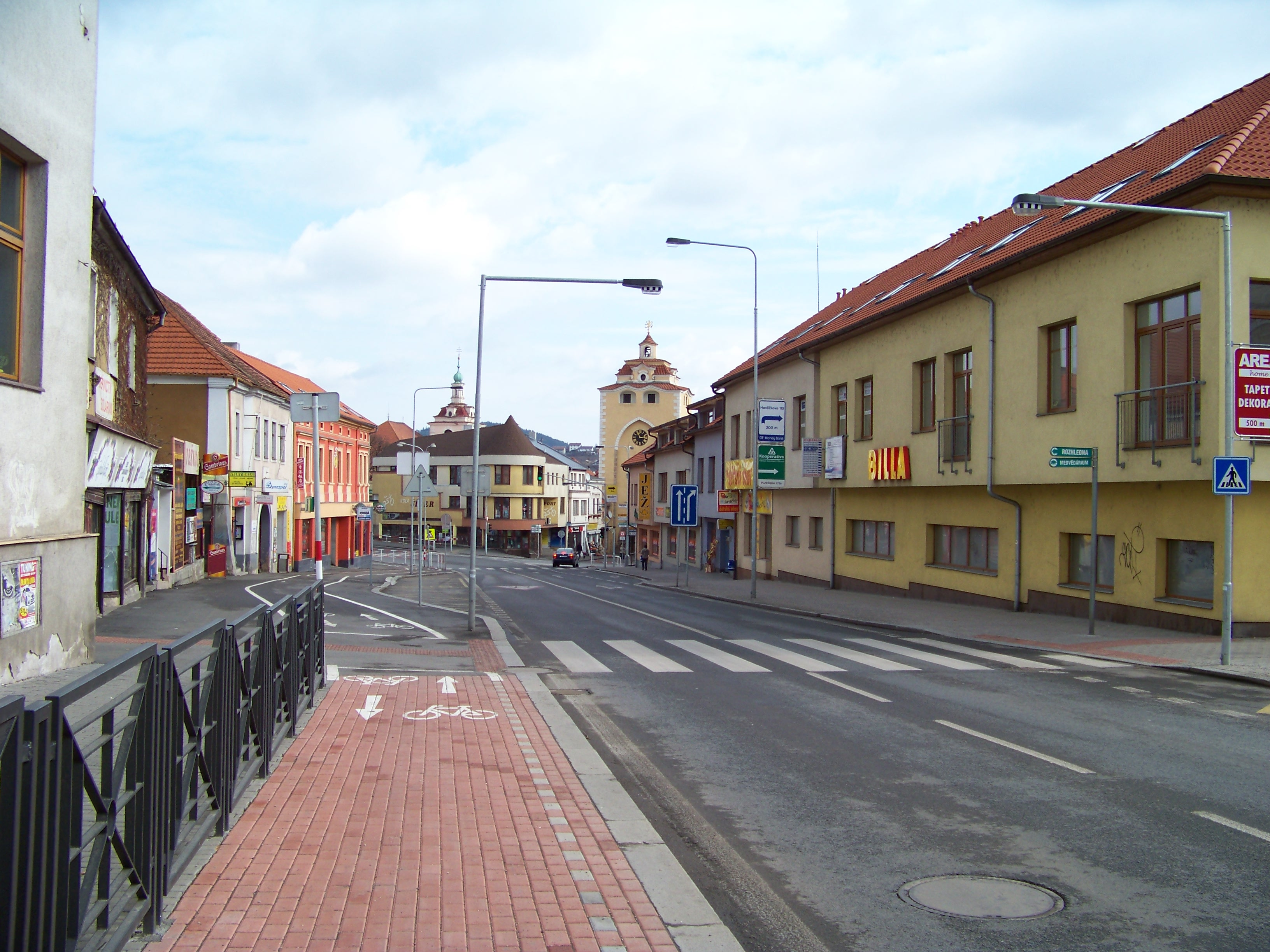
Beroun, Plzeňská

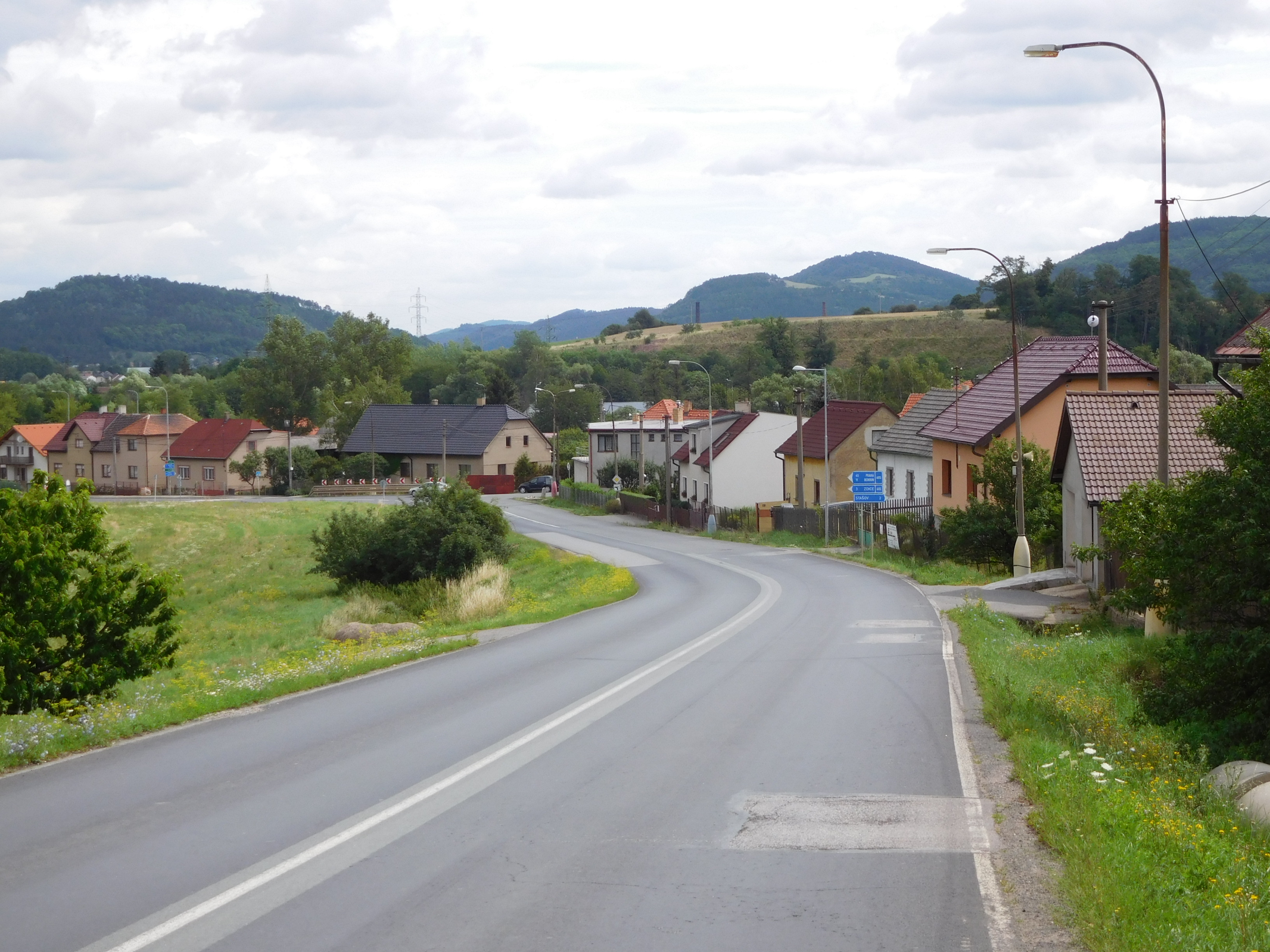
Bavoryně

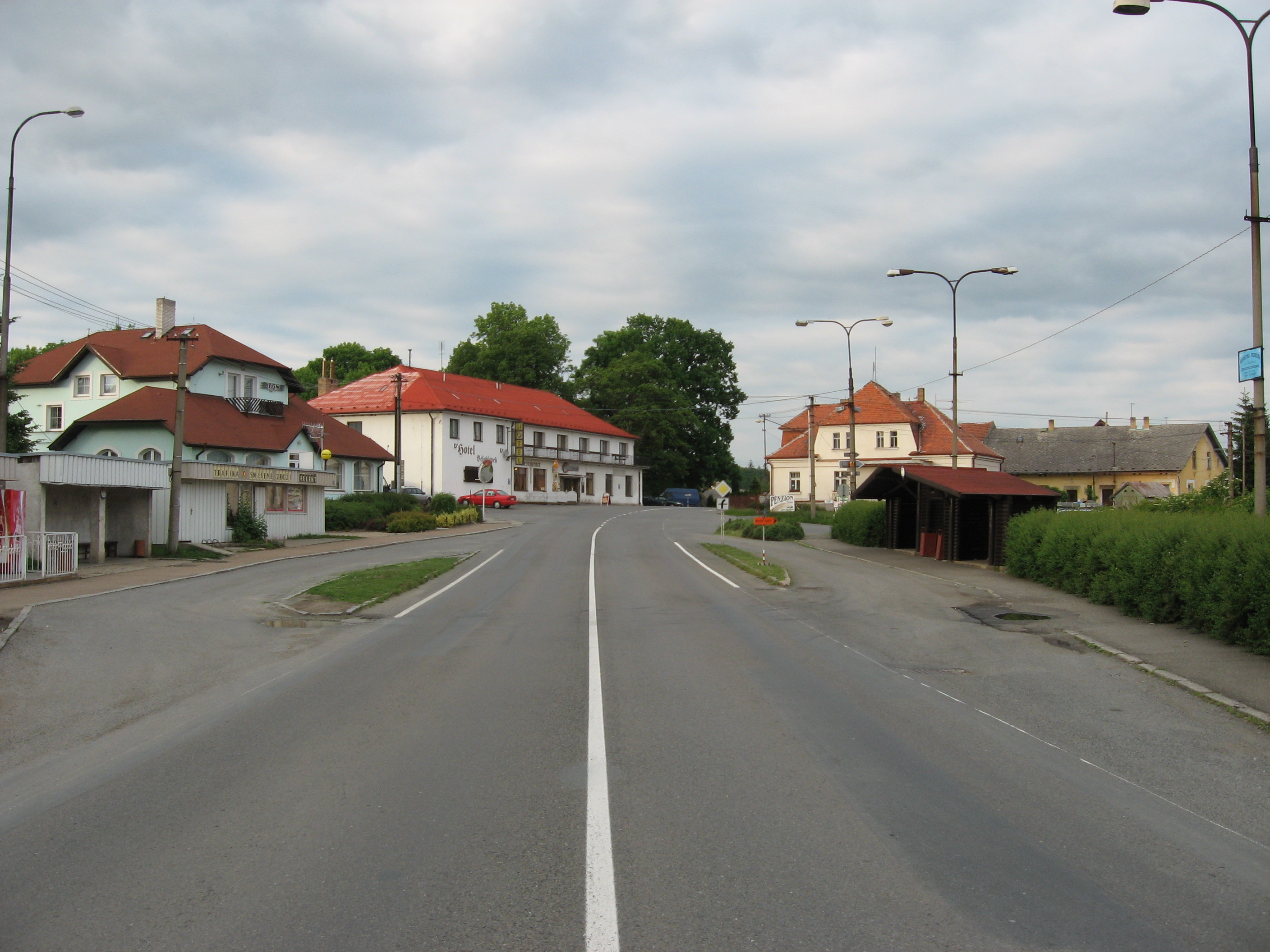
Holoubkov

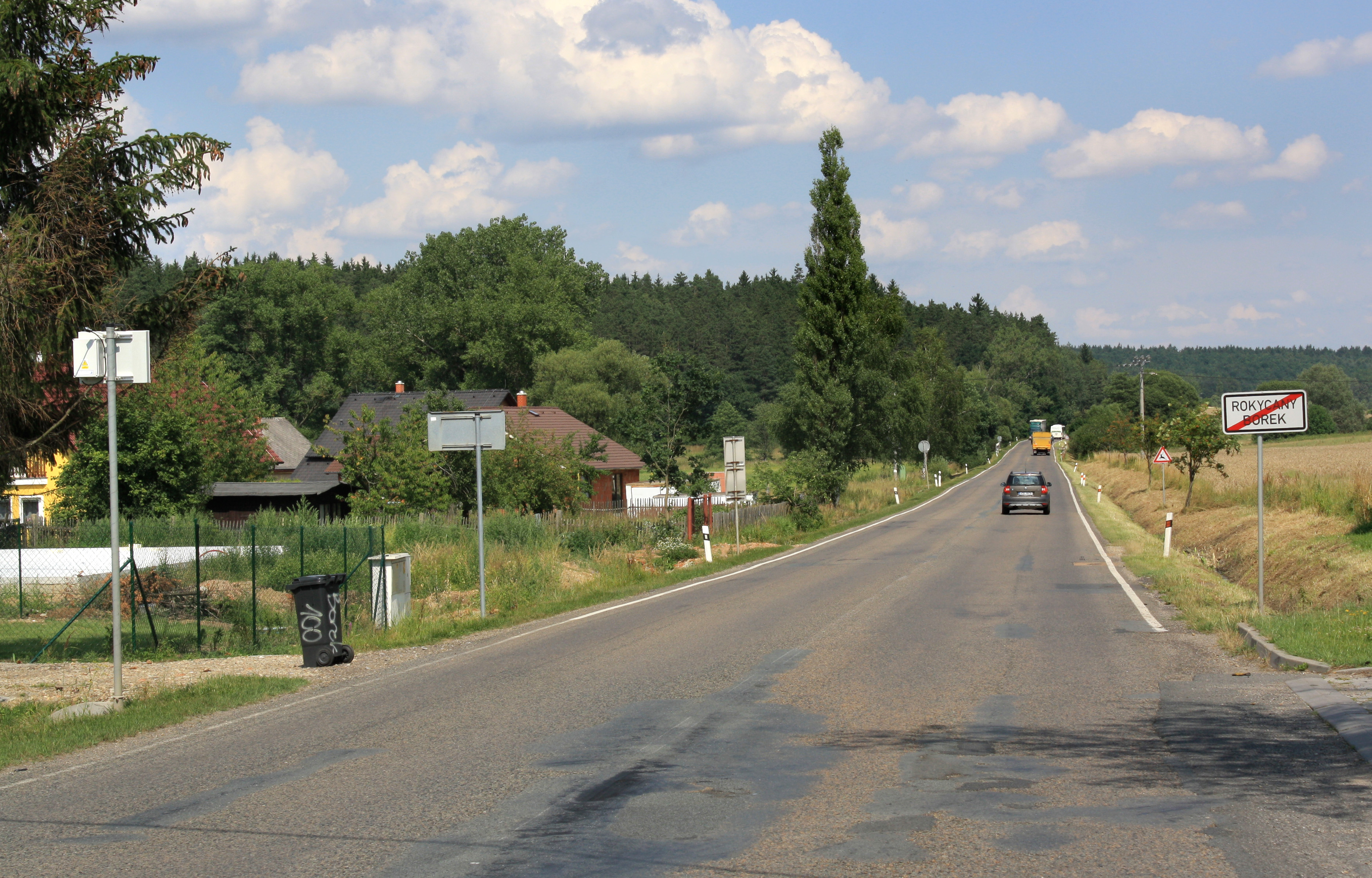
Rokycany směrem k Mýtu

Silnice II/605 z Prahy přes Rozvadov do Německa je silnice II. třídy, která se skládá z úseků bývalé silnice I/5 („staré plzeňské“) a tvoří doprovodnou komunikaci k dálnici D5. Úsek mezi Plzní a Rozvadovem měl dříve[kdy?] číslo II/501.

## Vedení silnice

### Středočeský kraj

#### Okres Praha-západ
- křížení s Pražským okruhem (D0) a D5, exit Třebonice
- Chrášťany, křížení s III/0058 a III/00513
- Rudná, křížení s III/00518 a II/101
- Exit Rudná, křížení s D5
- křížení s III/10124

#### Okres Beroun
- Loděnice, křížení s III/10129 a III/1169, Exit Loděnice
- Vráž, křížení s III/00522
- Beroun
  - křížení s II/116, II/118, III/1167 a III/1166
  - křížení s III/11523
- Králův Dvůr, křížení s III/2365
- křížení s III/2363 a III/2363b
- Levín, křížení s III/2362
- Zdice, křížení s II/236, II/118, III/11545 a III/00524
- křížení s III/1171
- Exit Bavoryně, křížení s D5, III/11710 a II/118
- křížení s III/1172
- křížení s III/1177
- křížení s III/1176
- Žebrák, křížení s III/23613, II/117 a III/23511
- Cerhovice, křížení s III/2358, II/114, III/2357 a III/2355
- Exit Cerhovice

### Plzeňský kraj

#### Okres Rokycany
- křížení s II/235
- Kařez, křížení s III/2343 a III/1182
- křížení s III/2344
- křížení s III/2342 a III/1183
- Mýto, křížení s III/23210 a III/1179
- křížení s III/11721
- Holoubkov, křížení s III/2341 a III/23211a
- Svojkovice, křížení s III/2323
- Rokycany
  - křížení s III/2321a, II/605B, III/2326a
  - křížení s II/183
- Ejpovice, Exit Ejpovice, křížení s I/26 a D5

Pokračuje v Plzni

#### Okres Plzeň-město
Až po západní obchvat Plzně (II/215) klasifikována jako II/605H
- Skvrňany, křížení s I/26
- křížení s II/203
- MÚK s II/215 (západní obchvat Plzně)
- Křimice křížení s III/2031 a III/18053

#### Okres Plzeň-sever
- Vochov, křížení s III/2033
- Kozolupy, křížení s II/180
- Bdeněves
- křížení s III/18048
- křížení s III/00525
- Úlice, křížení s III/18048
- křížení s III/19321

#### Okres Tachov
- Sulislav, křížení s III/20512
- Sytno, křížení s III/20214
- křížení s III/00528
- Stříbro
  - křížení a peáž s II/230 a II/193
- Milíkov, křížení s III/00526
- Benešovice, křížení s II/203 a III/00527
- Exit Benešovice, křížení s D5
- Holostřevy
- křížení s II/199
- Skviřín
- křížení s II/200
- Bor, křížení s II/195, II/200 a III/19854
- Vysočany
- Muckov, křížení s III/1952
- Velké Dvorce, křížení s III/1978
- Přimda, křížení s II/198
- Milov
- Kateřinské Chalupy
- Exit Kateřina
- Rozcestí, křížení s III/19852
- Rozvadov, křížení s III/19910
- státní hranice, směr Waidhaus

## Silnice II/605B
V Rokycanech tvoří jižní větev okruhu kolem městského centra silnice II/605B, kříží se s III/11724 a III/11732.

## Související silnice III třídy
- III/0054 hranice Prahy – Hostivice křížení s I/6
- III/0056 hranice Prahy – křížení s II/00513, III/00518 – Hájek, křížení s III/0066 a III/00521 – Červený Újezd, křížení s III/10134
- III/0057 Jinočany, křížení s III/00516 – Dobříč, křížení s III/00511 – Tachlovice, křížení s II/101
- III/0058 Chrášťany, křížení s III/00512 – Třebonice
- III/0059 Zbuzany, křížení s III/00516 a III/00511 – křížení s III/00510 – Choteč – Třebotov, křížení s II/101
- III/00510 D0 – Ořech, křížení s III/00516, III/6002, a III/1154 – křížení s III/0059 – Chýnice, křížení s II/101
- III/00511 Zbuzany, křížení s III/0059 – Dobříč, křížení s III/0057 – Rudná, křížení s II/101
- III/00512 Chrášťany, křížení s III/0058 – Jinočany, křížení s III/00516
- III/00513 Chrášťany – Chýně, křížení s III/00514 – křížení s III/0056 – Břve, křížení s III/0064 – Hostivice, křížení s III/00518
- III/00514 Chýně, spojka mezi III/00513 a III/00518
- III/00516 Rudná, křížení s III/00517a – Jinočany, křížení s III/00512 a III/0057 – Zbuzany, křížení s III/0059
- III/00517 Nučice – Rudná
- III/00517N Nučice – Rudná
- III/00518 Rudná – nadjezd D5 – křížení s III/00519 – křížení s III/00520 – Chýně, křížení s III/0056 – Břve, křížení s III/0064 – Hostivice, křížení s III/00513 – I/6
- III/00519 III/00518 – Úhonice, křížení s II/101
- III/00520 Úhonice – III/00518
- III/00521A Ptice, křížení s II/101 a III/00521
- III/00521 Úhonice, spojka mezi II/101 a III/00519 – III/00521a – Hájek, křížení s III/0056
- III/00522 Vráž – Lhotka u Berouna, křížení s II/118
- III/00522N Vráž
- III/00524 Zdice – Knížkovice
- III/00525 odbočka na Kníje
- III/00526 Milíkov – Jezerce
- III/00527 Benešovice – Lom u Stříbra
- III/00528 spojka na Svinnou